# Associazione mondiale degli operatori nucleari
L'Associazione Mondiale degli Operatori Nucleari (in inglese World Association of Nuclear Operators, da cui l'acronimo WANO) è un'associazione è nata nel 1989 allo scopo di promuovere la cultura della sicurezza e lo sviluppo professionale degli operatori impiegati nel campo dell'energia nucleare.
La sede principale di WANO è localizzata a Londra con una filiale a Hong Kong. L'organizzazione ha inoltre quattro sedi regionali a Mosca, Atlanta, Tokyo e Parigi.

## Missione
"Massimizzare la sicurezza e l'affidabilità delle centrali nucleari nel Mondo lavorando insieme per verificare, confrontare e migliorare le prestazioni attraverso il mutuo supporto, lo scambio di informazioni e l'adozione delle migliori pratiche".

## Storia
Dopo l'incidente alla centrale nucleare di Chernobyl nel 1986, al fine di evitare il ripetersi di disastri simili, gli operatori del settore nucleare di tutto il mondo decisero che la cooperazione internazionale fosse necessaria.
WANO fu costituita nel maggio del 1989 allo scopo di unire esperienza e cultura, in modo che tutti i componenti possano lavorare insieme per raggiungere il massimo standard di sicurezza nucleare.
WANO si è evoluta in modo significativo dalla sua riunione inaugurale a Mosca il 15 maggio 1989. Oggi essa rappresenta più di 130 membri che operano più di 430 reattori nucleari civili in tutto il Mondo.

## Finalità
La cultura di apertura alle informazioni voluta da WANO, consente a ciascun operatore il beneficio di imparare dalle altrui esperienze. L'obiettivo finale è quello di migliorare la sicurezza degli impianti nucleari, i livelli di affidabilità e le prestazioni a favore dei loro clienti in tutto il mondo.